# Mouvement social-démocrate – Parti vert de Sao Tomé-et-Principe
Le Mouvement social-démocrate – Parti vert de Sao Tomé-et-Principe (Movimento Social Democrata – Partido Verde de São Tomé e Príncipe, MSD-PVSTP), est un parti politique santoméen écologiste, fondé en 2017.

## Historique

### Fondation
Le Mouvement social-démocrate – Parti vert de Sao Tomé-et-Principe est fondé lors d'un congrès constitutif organisé le 4 novembre 2017,. Parti de centre gauche, il s'engage pour le développement durable, l'éradication des inégalités sociales, une démocratie représentative et soutient les interventions économiques et sociales de l'État afin de mettre en œuvre une justice sociale. Le congrès élit Elsa Maria Garrido de Ceita da Graça do Espirito Santos présidente pour un mandat de deux ans.

### Première participation aux élections
Le Parti vert présente des candidats pour la première fois lors des élections municipales de l'île de São Tomé et des élections législatives, tenues simultanément le 7 octobre 2018. Elsa Garrido conduit la liste du parti aux législatives, une première pour une femme dans l'histoire du pays.
Aucun siège n'est remporté, le parti obtenant 499 voix aux législatives, soit 0,64 % du total des exprimés. Aux municipales, il ne présente des candidats que dans les districts d'Água Grande (1,10 %) et de Mé-Zóchi (4,14 %), se classant dernier au niveau national avec 1 104 votes pour 1,56 % des voix exprimées.

### Crise interne
Le 17 février 2019, un congrès de l'opposition interne au parti, dirigé par le vice-président Miques João, décide de la destitution d'Elsa Garrido de sa fonction de présidente. Celle-ci ne reconnaît pas la décision et porte l'affaire en justice. La Cour constitutionnelle confirme en janvier 2020 la légitimé d'Elsa Garrido a présider le parti et reboute la demande de destitution. La Cour déclare que le congrès souffre d'une « inexistence juridique » et est « criblé d'irrégularités », mais aussi qu'elle reconnaît l'élection d'Elsa Garrido du 4 novembre 2017.
Un mois après la décision de justice, l'Assemblée des membres du parti, présidée par Hilário Neto, ordonne, de concert avec le vice-président Miques João, la mise en place d'un congrès pour le 24 mai 2020. Miques João déclare illégal la présidence d'Elsa Garrido, arguant qu'elle a été élue lors d'un congrès organisé le 4 novembre 2017 pour un mandat de deux ans, et qu'en conséquence son mandat est arrivé à terme. En réponse, Elsa Garrido répond qu'il a été reconduit lors d'un autre congrès, organisé le 25 mars 2018.
Prévu pour le 29 mars 2020 mais reporté en raison de la crise sanitaire due à l'épidémie de Covid-19, le congrès du MSD-PVSTP est finalement organisé le 16 août 2020. Elsa Garrido est réélue présidente, avec 69 % de voix favorables. Elle est reconduite lors du IIIe congrès en 2022.

### Scrutins de 2021 et 2022
Le 21 décembre 2020, Miques João do Nascimento de Jesus Bonfim se déclare candidat à l'élection présidentielle de 2021, à la fois pour le Parti vert et pour la Plateforme national pour le développement de Sao Tomé-et-Principe (scission du Mouvement pour la libération de Sao Tomé-et-Principe – Parti social-démocrate de 2014), dont il est aussi membre depuis plusieurs années. Elsa Garrido annonce elle aussi sa candidature deux jours plus tard et obtient le soutien du parti. Elle réunit moins de un pour cent des voix.
Le MSD-PVSTP présente plusieurs candidats aux élections législatives de 2022. Il n'obtient que 0,35 % des suffrages exprimés. Selon une nouvelle loi électorale adoptée en 2021, n'ayant pas obtenu 0,50 % des voix, le parti politique est radié.

## Direction
En février 2018, la direction du parti est composée de :
- Présidente et porte-parole : Elsa Garrido ;
- Porte-parole adjoint : Miques de Jesus Bonfim ;
- Secrétaire général : Herodes Rompão.

## Résultats électoraux

### Élections présidentielles
| Année | Candidat     | 1er tour | 1er tour | 1er tour |
| Année | Candidat     | Voix     | %        | Rang     |
| ----- | ------------ | -------- | -------- | -------- |
| 2021  | Elsa Garrido |          | <1       |          |

### Élections législatives
| Année | Résultats | Résultats | Sièges | Rang |
| Année | Voix      | %         | Sièges | Rang |
| ----- | --------- | --------- | ------ | ---- |
| 2018  | 499       | 0,64      | 0 / 55 | 6e   |
| 2022  | 271       | 0,35      | 0 / 55 | 10e  |

### Élections municipales
| Année | Résultats | Résultats | Sièges | Rang |
| Année | Voix      | %         | Sièges | Rang |
| ----- | --------- | --------- | ------ | ---- |
| 2018  | 1 104     | 1,56      | 0 / 63 | 6e   |